# Česká Třebová
Česká Třebová ([ˈtʃɛskaː ˈtr̝̊ɛbovaː], deutsch: Böhmisch Trübau) ist eine Stadt im Okres Ústí nad Orlicí in der Region Pardubický kraj in Tschechien.

## Geographie
Böhmisch Trübau ist eine der ältesten und bedeutendsten Städte in Ostböhmen. Sie liegt im Tal der Böhmischen Triebe und ist von Bergen umgeben. Die Landschaft wird auch als Českotřebovsko bezeichnet.

## Geschichte

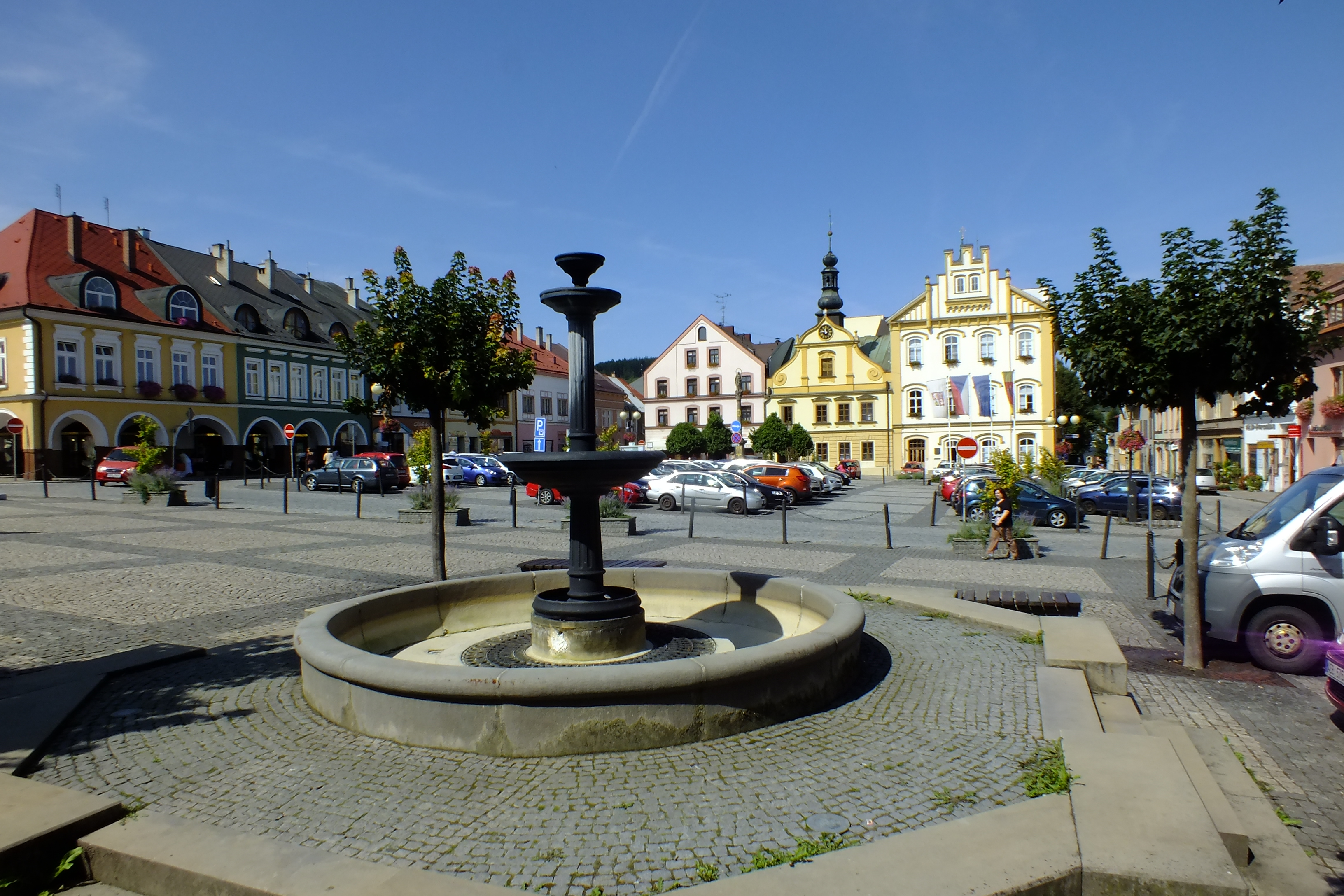
Stadtzentrum

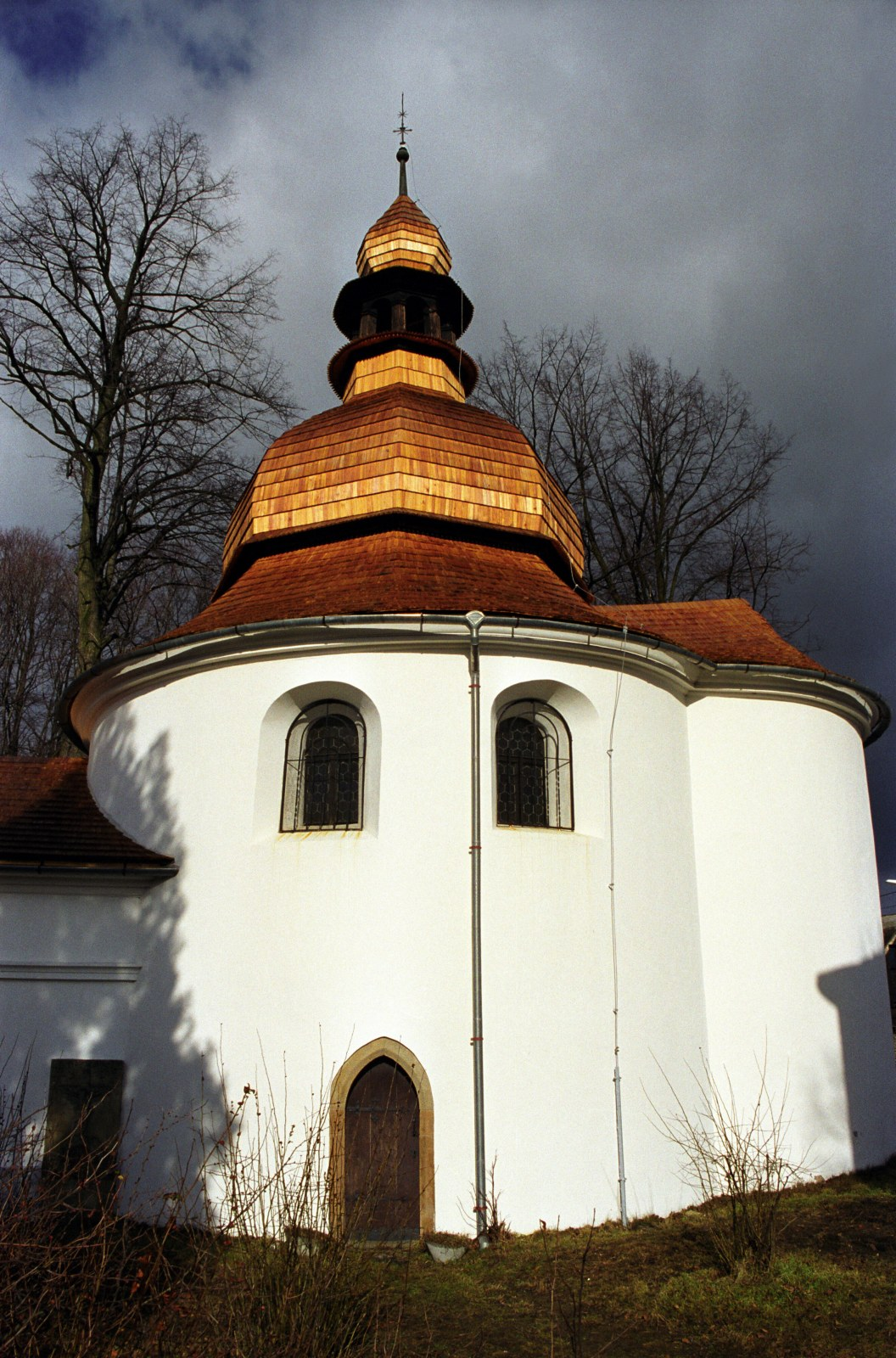
Katharinenkapelle

Erstmals erwähnt wird der Ort 1278 in einem Schreiben des Leitomischler Abtes Ulrich an den Olmützer Bischof Bruno von Schauenburg. Er wurde damals als Tribovia bezeichnet, gehörte zur Herrschaft Lanšperk und später zur Herrschaft Landskron. In einem Gründungsbrief des Zisterzienserklosters Königsaal wird Böhmisch Trübau 1292 als Civitas erwähnt. 1304 übertrug König Wenzel II. Böhmisch Trübau dem Kloster Königsaal, dem es zur Dotation dienen sollte. Im selben Jahr wurde es als Marktort und 1356 als Oppidum bezeichnet. Nach den Hussitenkriegen ging es in weltlichen Besitz über, wobei es zu häufigen Besitzerwechseln kam. Die Kostka von Postupitz verkauften es an Wilhelm II. von Pernstein, dieser an Peter Bohdanecký von Hodkov (Petr Bohdanecký z Hodková). Während dessen Herrschaft wurde das Rathaus im Stil der Renaissance errichtet.
Nach der Schlacht am Weißen Berg übernahmen die Liechtenstein-Kastelkorn die Stadt. Sie hoben alle Stadtrechte auf. Im Dreißigjährigen Krieg brannte die Stadt 1636 fast vollständig ab. Auch die Brände von 1745 und 1792 zerstörten die Bausubstanz. 1848 erhielt die Stadt die Selbständigkeit zurück.
Nach dem Eisenbahnanschluss von 1845 folgte ein wirtschaftlicher Aufschwung. Die Stadt entwickelte sich zu einem Zentrum der Hausweberei und später der Textilindustrie. Im 20. Jahrhundert kam noch der Maschinenbau hinzu.
Am 14. Januar 2017 stürzte eine Sporthalle während eines Floorball-Spiels ein. Alle Personen in der Halle konnten sich rechtzeitig ins Freie retten; es gab insgesamt zwei Leichtverletzte.

## Gemeindegliederung
Zur Stadt Česká Třebová gehören die Ortsteile Kozlov u České Třebové (Kozlau), Lhotka u České Třebové (Nalhütten), Parník (Parnig), Skuhrov u České Třebové (Rathsdorf, auch Rohtstoff, de Fresch und 1292 Schurowa) und Svinná u České Třebové (Swinna).

## Politik

### Partnerstädte
- Olawa
- Agrate Brianza
- Svit

### Wappen
Blasonierung „In Rot ein schreitender schwarzer Hahn mit schwarzhaarigem und -bärtigem Manneskopf in natürlichen Farben, einen breitrandigen, beknauften konischen goldenen Hut tragend.“

## Sehenswürdigkeiten
- Die romanische Rotunde (Katharinenkapelle) auf dem rechten Ufer der Triebe ist eines der ältesten Baudenkmäler in Ostböhmen. Sie stammt aus der 1. Hälfte des 13. Jahrhunderts; der Holzturm sowie die Innenausstattung sind aus dem 17./18. Jahrhundert.
- Die spätbarocke Dekanatskirche St. Jakob entstand 1794–1801.
- Das Rathaus im Stil der Renaissance wurde 1547 errichtet.
- Das Stadtzentrum steht unter Denkmalschutz.
- Der Stadtpark Javorka wurde 1885 mit Teichen, Musikpavillons und Denkmälern angelegt.
- In Stadtnähe befindet sich das Naturreservat Trübauer Felsen (Třebovské stěny).

## Verkehr

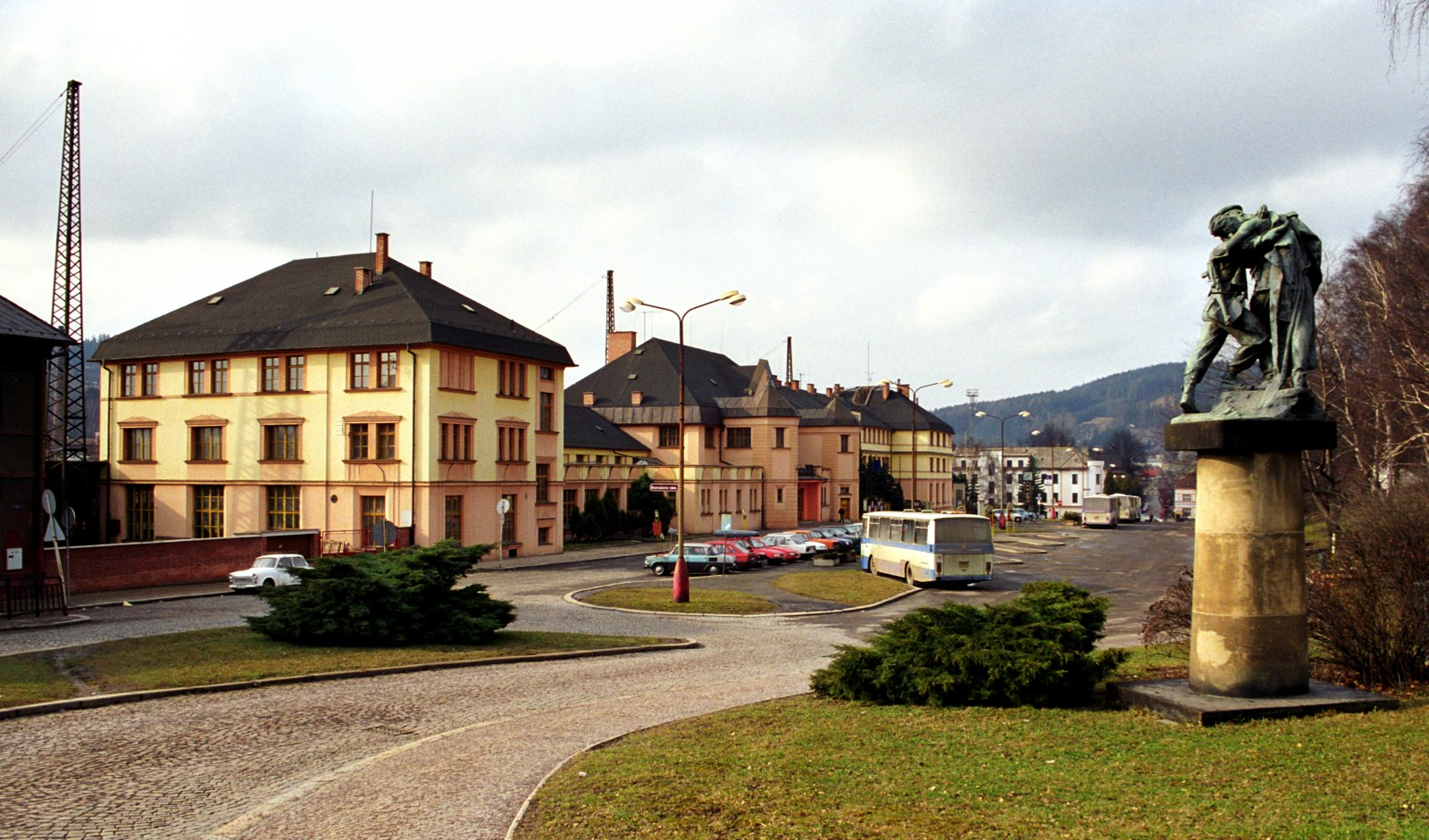
Bahnhof

Seit Mitte des 19. Jahrhunderts ist die Stadt ein wichtiger Eisenbahnknotenpunkt mit einem leistungsfähigen Rangierbahnhof. Hier treffen die Bahnstrecke Brno–Česká Třebová, die Bahnstrecke Česká Třebová–Praha und die Bahnstrecke Česká Třebová–Olomouc aufeinander. Der kleine Eisenbahnhersteller CZ Loko hat hier seinen Sitz.

## Persönlichkeiten

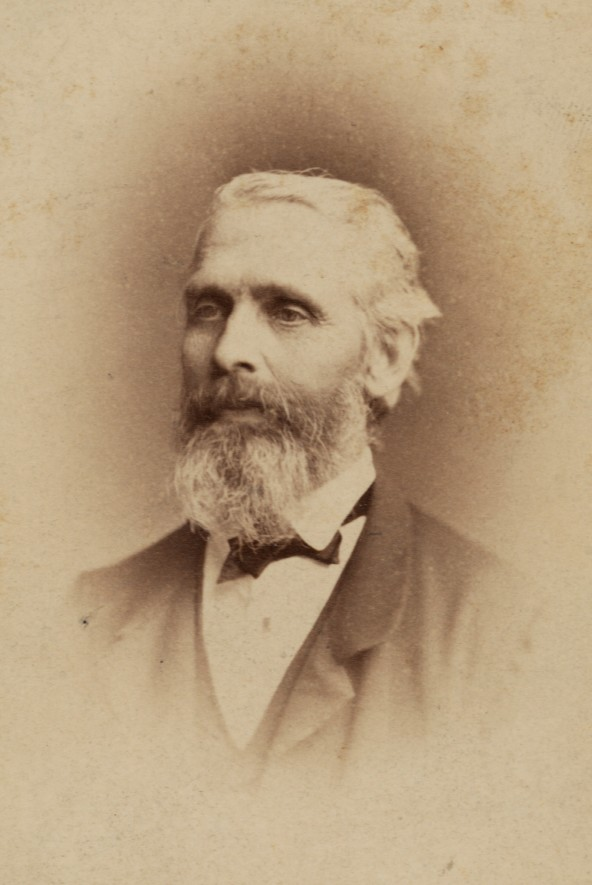
František Rybička

### Söhne und Töchter der Stadt
- František Matouš Klácel (1808–1882), Volksaufklärer, Philosoph und Augustinermönch
- Gustav Habrman (1864–1932), Journalist und Politiker
- Fritz Freisler (1881–1955), Filmregisseur
- Zdeňka Baldová (1885–1958), Film- und Theaterschauspielerin
- Grete Salus (1910–1996), KZ-Häftling
- Josef Poštulka (1923–2009), Architekt
- Mojmir Stransky (1924–2011), Autobauer und Erfinder des „Velorex“
- Denis Špička (* 1988), Bahnradsportler

### Im Ort wirkten
- František Rybička (1812–1899), Historiker
- Max Švabinský, wohnte und malte 1895–1919 im Ortsteil Kozlov.